# إيما نوردين
إيما نوردين (بالسويدية: Emma Nordin)‏ هي لاعبة هوكي الجليد سويدية، ولدت في 22 مارس 1991 في أورنشولدسفيك في السويد.

## وصلات خارجية
- إيما نوردين على موقع EliteProspects.com (الإنجليزية)
- إيما نوردين على موقع Eurohockey.com (الإنجليزية)
- إيما نوردين على موقع أوليمبيديا (الإنجليزية)
- إيما نوردين على موقع اللجنة الأولمبية السويدية (السويدية)